# Lillian Rosanoff Lieber
Lillian Rosanoff  Lieber (Nicolaiev, Imperio ruso, 26 de julio de 1886  - Queens, Nueva York, 11 de julio de 1986) fue una matemática estadounidense nacida en la actual Ucrania y popular autora. A menudo colaboró en sus obras con su marido, el ilustrador Hugh Gris Lieber.

## Biografía
Lieber era una de los cuatro hijos de Abraham H. y Clara (Bercinskaya) Rosanoff.  En Nicolaiev y a su arribo a los Estados Unidos la familia usaba el apellido Rosenberg; los padres de Lillian, "Abram" y "Chaie".  La futura Lillian Rosanoff inmigró al país en 1891 como "Helene Rosenberg"; empero, en el censo de 1900 aparece como "Lillie Rosenberg."  Ya en su tercer año universitario en Barnard College, Lillian termina su metamorfosis al identificarse con su nombre definitivo "L. Rosanoff."  Sus hermanos eran el editor de Denver Joseph Rosenberg, el psiquiatra Aaron Rosanoff y el químico Martin André Rosanoff. Aaron y Martin cambiaron sus nombres para sonar más rusos, menos judíos. Lieber se mudó junto con su familia a los EE. UU. en 1891, y obtuvo una licenciatura en artes del Barnard College en 1908, una maestría en artes de la Universidad de Columbia en 1911, y un doctorado en química de la Universidad Clark en 1914, bajo la dirección de Martín; en la Universidad de Clark, el matemático Solomon Lefschetz fue un compañero de clase. Se casó con Hugh Gray Lieber el 27 de octubre de 1926.

## "El estándar de Lillian Lieber"
En su libro La teoría de la relatividad de Einstein, Lillian Lieber declaró su filosofía sobre la inclusión de las matemáticas en libros destinados para «el hombre de la calle»:

...Justo la suficiente matemática para AYUDAR y NO para OBSTACULIZAR al lector inexperto[...] Muchas discusiones 'populares' de la relatividad han sido escritas sin matemática alguna, pero  dudamos si incluso los mejores de ellos tan siquiera ofrecen a un novato una idea adecuada de qué se trata el asunto[....] Por otro lado,  hay muchos [libros sobre la relatividad] que solamente los expertos pueden leer.

## Obras
- 1931 GeometríaNoeuclidiana, Prensa de Academia.[6]
- 1932 Galois y la Teoría de Grupos, Compañía de Impresión de Prensa de Ciencia, Lancaster, PA.
- 1936 El Einstein Teoría de Relatividad, Compañía de Impresión de Prensa de Ciencia, Lancaster, PA.
- 1940 GeometríaNoeuclidiana; o, Tres Lunas en Mathesis, Compañía de Impresión de Prensa de Ciencia, Lancaster, PA.[2]
- 1942 La Educación de T. C. MITS, Galois Instituto de Matemáticas y Arte, Brooklyn, NY..
- 1944 La Educación de T. C. MITS, W. W. Norton & Compañía, NY, (edición Revisada y Ampliada)
- 1945 El Einstein teoría de Relatividad, Farrar & Rinehart, NY & Toronto. (Parte I de esta edición es el mismo material publicado en 1936. Parte II era nuevo en esta edición.)
- 1946 Matemática Moderna para T. C. Mits, El Hombre Celebrado en la Calle, G. Allen & Unwin Ltd, Londres, 1.ª Edición de Londres.
- 1946 Toma un Número: Matemática para el Dos Mil millones, El Jacques Cattell Prensa, Lancaster, PA.
- 1947 Mits, Ingenios y Lógica, (1.ª Edición) W. W. Norton & Compañía, NY.[7]
- 1949 El Einstein Teoría de Relatividad, D. Dobson, Londres.
- 1953, 2008 Infinidad: Allende el Allende el Más allá, Prefacio & Editado por Barry Mazur, Paul Libros Secos, Rinehart, NY.[8][9]
- 1954 Mits, Ingenios, y Lógica, (Edición Revisada) Galois Instituto de Matemáticas y Arte, Brooklyn, NY.
- 1956 Valores Humanos de Matemática Moderna un Libro de Ensayos, Galois Instituto de Matemáticas y Arte, Brooklyn, NY.[10]
- 1959 Teoría de Enrejado: La Edad Atómica en Matemáticas, Galois Instituto de Matemáticas y Arte, Brooklyn, NY.
- 1960 Mits, Ingenios, y Lógica, (3d Edición) W. W. Norton & Compañía, NY.
- 1961 Valores Humanos y Ciencia, Arte y Matemática, (1.ª Edición) W. W. Norton & Compañía, NY.
- 1961 Galois y la Teoría de Grupos: Una Estrella Brillante en Mathesis, Galois Instituto de Matemáticas y Arte, Brooklyn, NY.[11]
- 1963 Matemáticas: Primer S-t-e-p-s, F. Vatios, NY.
- 2007 La Educación de T. C. MITS: Qué Matemática Moderna Significa a ti, Prefacio por Barry Mazur, Paul Libros Secos, Filadelfia, PA.[12]
- 2008 El Einstein teoría de Relatividad: Un Viaje A la Cuarta Dimensión, Paul Libros Secos, Filadelfia, PA.[13]
- 2017 Toma un Número: Matemática para el Dos Mil millones, Publicaciones de Dover, Mineola, NY.[5]